# 北海道立オホーツク流氷公園
北海道立オホーツク流氷公園（ほっかいどうりつオホーツクりゅうひょうこうえん）は、北海道紋別市にある公園。

## 概要
「試みて進化する広域公園」をコンセプトに、環境共生型の公園として住民参加による緑豊かな手作り公園を目指している。また、「流氷を望み 潮騒が聞こえる 大いなる風景 緑豊かな手作り公園」として園内をAからDの4ブロックに分けて整備している（Aブロックは紋別市管理）。公園はオホーツク海に面しており、国道238号を挟んだ向かいにはオホーツク紋別空港（紋別空港）がある。

1月から3月の積雪期は4ブロックを全通した1周約5kmの歩くスキーコースが整備され、用具の無料貸し出しも行われる。

## 歴史
- 2009年（平成21年）
  - 11月15日、あおぞら交流館など一部供用[5]。
- 2010年（平成22年）
  - 5月1日、ピクニック広場開園[5]。
  - 8月7日、海と大地の遊び場開園[5]。
- 2011年（平成23年）
  - 7月9日、紋別市エリアのオホーツクラベンダー畑開園[5]。
- 2013年（平成25年）
  - 7月28日、まきばの広場（丘のサロン・紋別市パークゴルフ場）開園[5]。
  - 9月30日、野草広場開園[5]。
- 2014年（平成26年）
  - 7月16日、はらっぱの丘・海のサロン・ふれあい苗圃園などが開園し全面供用[3]。

## 施設

### Aブロック（楽しみの場所）
オホーツクラベンダー畑
4品種、約17,000本のラベンダーを植栽。
花のサロン
やすらぎ体験農園
気軽に野菜などを育てることができ、オホーツクラベンダー畑と連携してガーデニングなどもできる。ほかにもハーブなどの多年草を栽培している。
こもれ日の森
既存のミズナラ林と臨床植物を育んでいる。

### Bブロック（にぎわいと参加の場所）
あおぞら交流館
受付（公園管理事務所）
多目的室
屋内活動室／屋内遊戯室
屋内活動室は道産材のカラマツ材を使用したぬくもりある遊具が揃っている。屋内遊戯室は海をイメージした遊具で、丸い木の玉や木の棒が滑り台の降り口にたくさん入っている。木育教材もある。
ものづくり広場（舗装広場／芝生広場）
ものづくりハウス／どんぐりハウス
木工芸などクラフト制作の場として各種教室などに使用している。
キッチンハウス
喫茶コーナー
ピクニック広場
屋根付野外炉2基（※要予約）やBBQコーナー8か所、炊事棟がある。
海と大地の遊び場
各種遊具、多目的広場を設置。
どんぐりの森
みどりのステージ

### Cブロック（のんびりする場所）
まきばの広場パークゴルフ場
8コース、72ホール（日本パークゴルフ協会公認コース）
ハマナスコース（A、B、C、D）
ラベンダーコース（A、B、C、D）
丘のサロン
パークゴルフ受付、野外展望台
野草広場
自生している草地を活かして野の花を楽しむ広場を創出。
クロスカントリーコース
はらっぱの丘
オホーツクの牧草地をイメージしている。
オホーツクのはるかなる道
全長3kmの散策・ジョギングコース

### Dブロック（ながめる場所）
海のサロン
海辺の植栽広場
周辺に自生する海浜植物の復元を目指している。
ふれあい苗圃園
園内で利用する樹木や花を苗から育てている。

## 参考資料
- “オホーツク流氷公園 パンフレット” (PDF).  北海道. 2015年10月6日閲覧。
- “北海道立都市公園の概要（オホーツク流氷公園）” (PDF).   北海道. 2015年10月6日閲覧。
- “北海道立オホーツク流氷公園管理規則”. 北海道例規類集.   北海道. 2015年10月6日閲覧。
- “紋別市オホーツク流氷公園施設管理規則”. 紋別市例規集.   北海道. 2015年10月6日閲覧。